# Onychogomphus acinaces
Onychogomphus acinaces är en trollsländeart som beskrevs av Harry Hyde Laidlaw, Jr. 1922. Onychogomphus acinaces ingår i släktet Onychogomphus och familjen flodtrollsländor. IUCN kategoriserar arten globalt som otillräckligt studerad. Inga underarter finns listade i Catalogue of Life.